# Scheepslift Rothensee

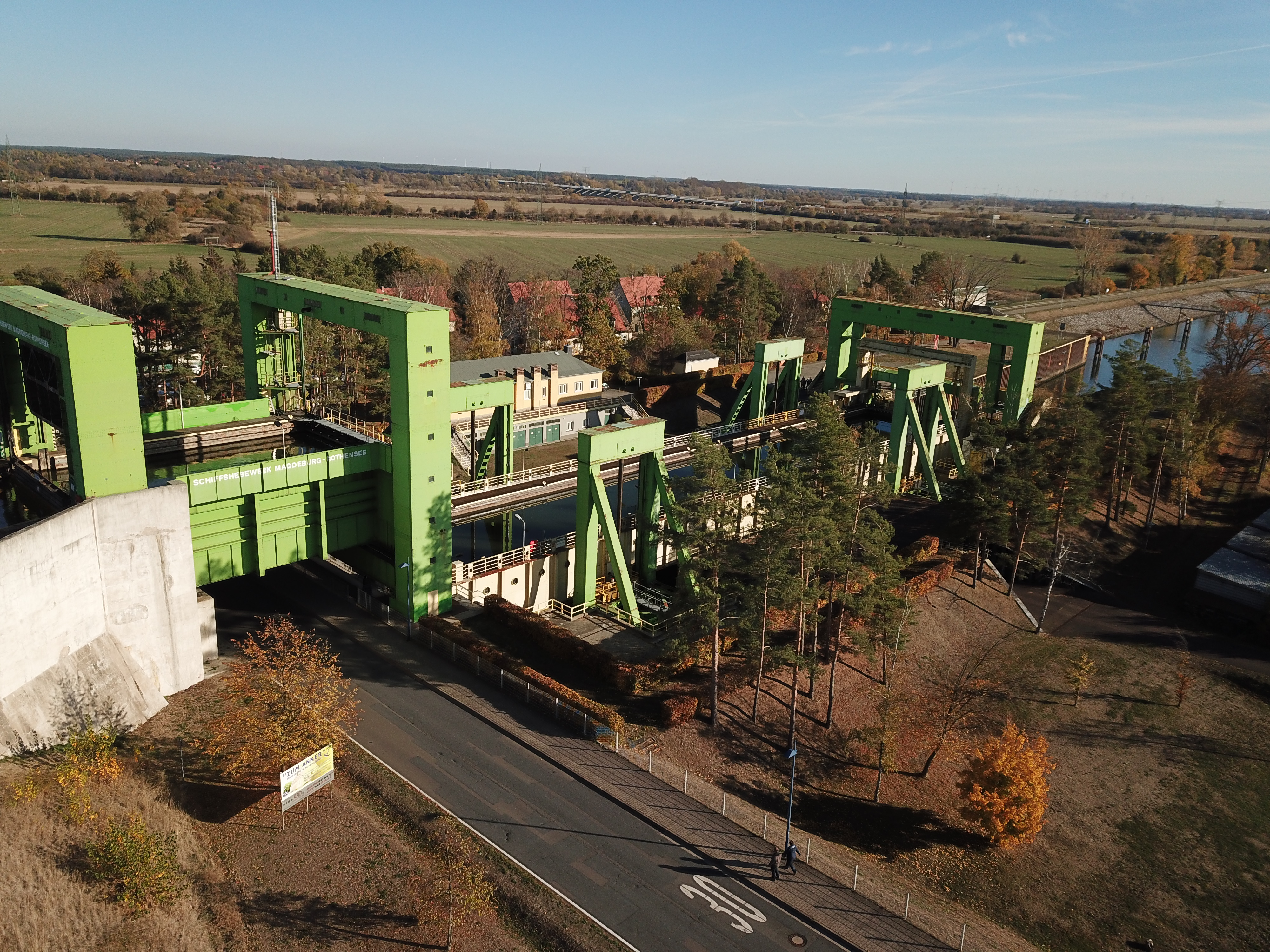
Scheepslift Rothensee

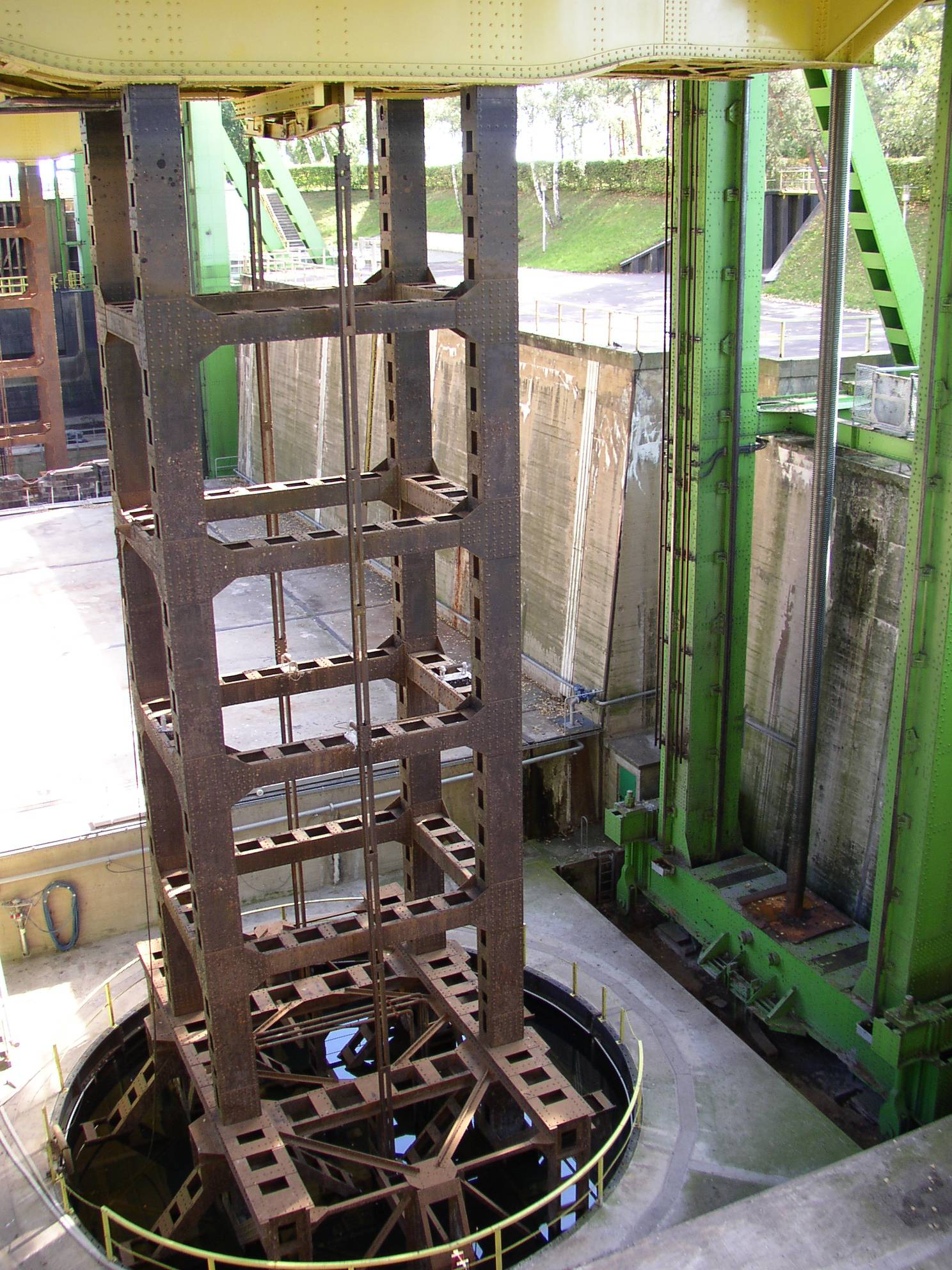
Een van de "Schwimmers" met vakwerkconstructie waarop de sluisbak rust

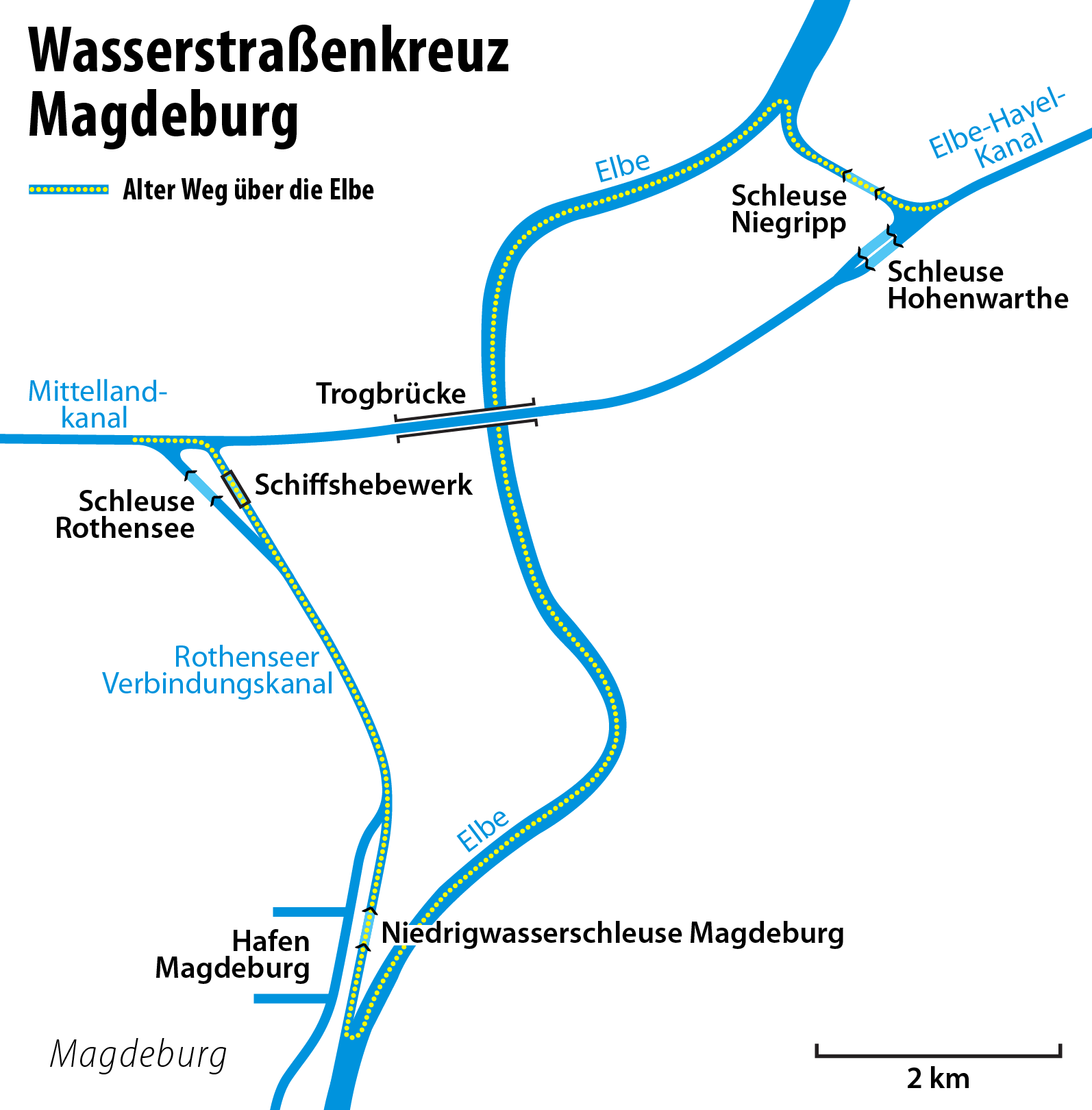
Kaart met de scheepslift (Schiffshebewerk) en rechts daarvan de Kanaalbrug Maagdenburg (Trogbrücke).

De Scheepslift Rothensee (Maagdenburg) in het Mittellandkanal is gebouwd door het Duitse bedrijf Friedrich Krupp Grusonwerk AG Magdeburg-Buckau tussen 1935 en de Tweede Wereldoorlog.
Kort na de voltooiing (1927-1934) van de bijna identieke scheepslift bij het dorp Niederfinow ten noorden van Berlijn kwam deze scheepslift in 1938 in gebruik. Op 30 oktober maakte de raderstoomboot "Hermes" de eerste reis. De lift maakte het voor de scheepvaart mogelijk om aan het toen nog oostelijk einde van het Mittellandkanaal het 18 meter verval te overbruggen naar de lager gelegen Elbe. Via de Elbe met haar grillig verloop en nog grillerige waterhoogten voer men dan over ongeveer 10 km naar het Elbe-Havelkanaal.
Het unieke van deze sluis is echter dat het verticale lifttransport van de schepen in de trogligger hier niet met kabels en contragewichten plaatsvindt. Dipl.-Ing. Rudolf Mussaeus bedacht de "zwevende sluisbak". Er werden twee cilindervormige bouwputten gegraven met een diameter van 10 meter en 60 meter diep. In deze met water gevulde putten zijn zogenaamde "Schwimmers" (holle dobbers) geïnstalleerd. De drijvende dobbers hebben een opwaartse kracht die precies gelijk is aan het totale gewicht, circa 5400 ton, van de altijd gevulde sluisbak. De gehele constructie, dobbers met ondersteunde trogligger/sluisbak zweeft in (niet op) het water van de putten. Het 18 meter omhoog en omlaag bewegen van deze bak vergt zodoende zeer weinig vermogen. De sluisbak wordt verticaal verplaatst door vier verticale schroefdraadspillen, die 27 meter lang zijn en een diameter van 42 centimeter hebben. Mussaeus heeft op deze vinding destijds octrooi gekregen.
Een hele cyclus, inclusief in- en uitvaren, duurt circa 30 minuten waarvan ongeveer 3 minuten voor de verticale beweging. Deze laatste is mede afhankelijk van het te overbruggen hoogteverschil. Deze is minimaal 11 meter en maximaal 18,7 meter en is vooral afhankelijk van de waterstand in de Elbe. De sluisbak is aan de binnenzijde 85 meter lang, 12 meter breed en 2,5 meter diep. Schepen niet groter dan 82 meter × 9,5 meter × 2 meter kunnen hiervan gebruik maken.
In 2003 is de Kanaalbrug Maagdenburg gereedgekomen. Dit maakt de langere omweg via de Elbe niet meer nodig. Het gebruik van de scheepslift is sindsdien dan ook afgenomen.